# Jesus exorcizando o garoto

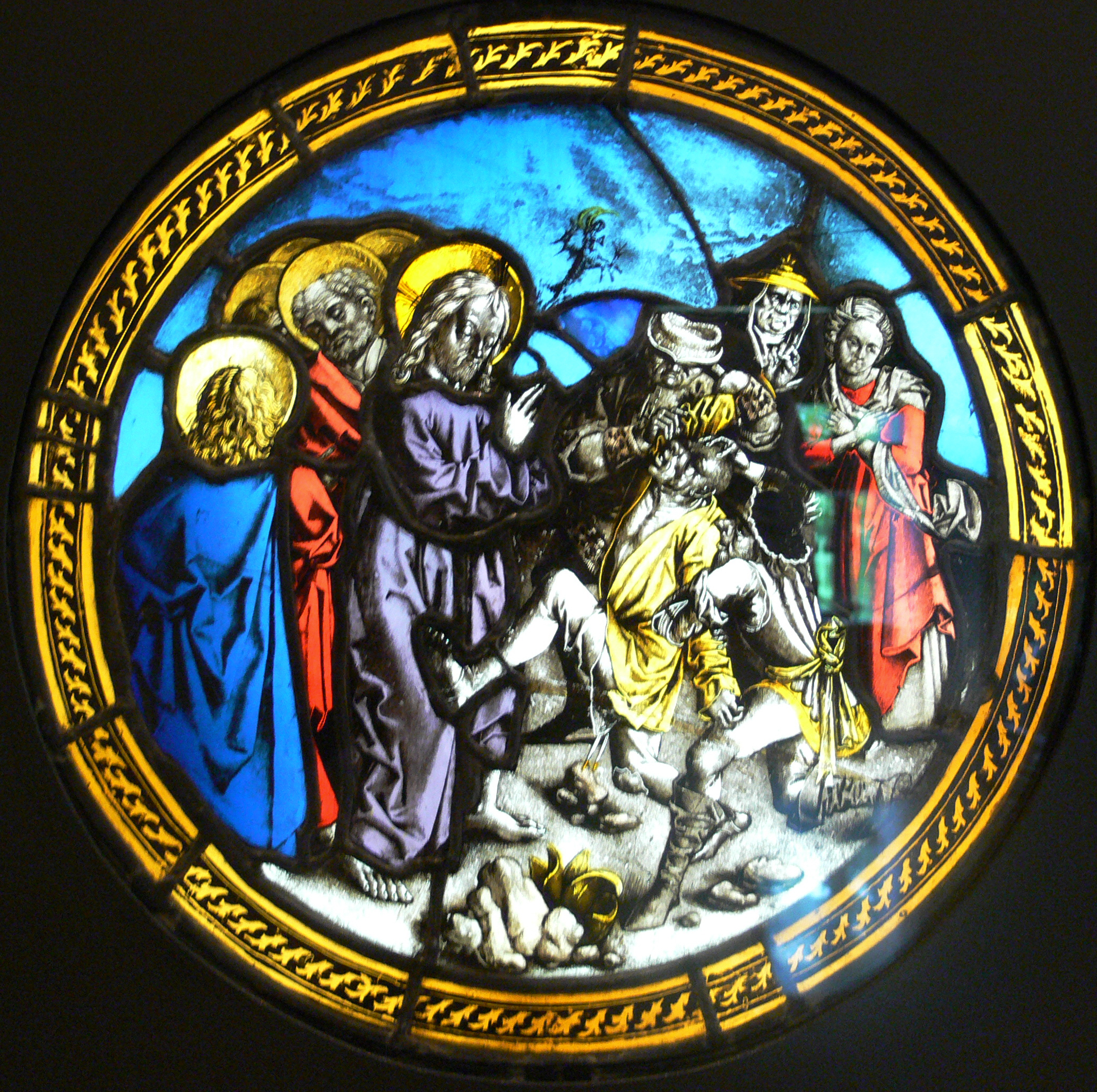
1480. Vitral atualmente no Kunstgewerbemuseum, em Berlim.

Jesus exorcizando o garoto é um dos milagres de Jesus, relatado nos evangelhos sinóticos em Marcos 9:14–29, Mateus 17:14–21 e Lucas 9:37–49. De acordo com eles, Jesus realizou este milagre logo após ter descido da montanha onde ele foi transfigurado.

## Narrativa bíblica
Um homem na multidão pediu que Jesus curasse seu filho, que estava possuído por demônios, espumava pela boca, rangia os dentes e ficava rígido. O homem pediu aos discípulos que expulsassem o espírito, mas eles não conseguiram. Jesus então pediu para ver o garoto e eles o trouxeram até Ele. Quando o espírito viu Jesus, ele imediatamente forçou o corpo do garoto numa convulsão, se jogando no chão e espumando pela boca. Segundo o Evangelho de Marcos, o seguinte diálogo se seguiu:
Jesus perguntou ao pai do garoto: "Há quanto tempo acontece-lhe isto?".
"Desde a infância", respondeu ele, "e muitas vezes o tem lançado tanto no fogo como na água, para o destruir; mas se podes alguma coisa, compadece-te de nós e ajuda-nos.".
"Se podes!", disse Jesus, "tudo é possível ao que crê."
Imediatamente, o pai do garoto exclamou: "Creio! ajuda a minha incredulidade.". Quando Jesus viu que a multidão estava se acumulando, ele respondeu ao espírito maligno: "Espírito mudo e surdo, eu te ordeno, sai dele, e nunca mais nele entres.". O espírito gritou, convulsionando violentamente o corpo do garoto e partiu. O garoto ficou parecendo tando um cadáver que muitos disseram que ele estaria morto. Mas Jesus o tomou pelas mãos e o levantou até que ficasse de pé, e assim ele ficou. Depois que ele partiu, os discípulos perguntaram-Lhe privadamente: "Como é que não podemos nós expulsá-lo?", ao que Jesus respondeu "Esta espécie só pode sair à força de oração.".
Nos evangelhos de Lucas e Mateus, Jesus exclama aos discípulos: " Ó geração incrédula e perversa! até quando estarei convosco? até quando vos sofrerei? Trazei-me aqui o menino." e sua resposta sobre o fracasso dos discípulos é "Por causa da vossa pouca fé. Pois em verdade vos digo que se tiverdes fé como um grão de mostarda, direis a este monte: Passa daqui para acolá, e ele passará. Nada vos será impossível."